# Председништво СР Босне и Херцеговине
Председништво Социјалистичке Републике Босне и Херцеговине било је назив за колективног шефа државе у Социјалистичкој Републици Босни и Херцеговини од 1974. до 1992. године.
Иако је Босна и Херцеговина постала Република, још 1945. године, као и остале републике СФР Југославије није имала функцију председника Републике већ је функцију шефа државе обављао најпре председник Президијума Народне скупштине, од 1945. до 1953, а потом председник Народне скупштине, од 1953. до 1974. године. Уставом СР Босне и Херцеговине из 1974. формирано је Председништво СР Босне и Херцеговине, по узору на Председништво СФРЈ, формирано јуна 1971. године.
Под овим називом постојало је до 8. априла 1992. када је у складу са одлуком о преименовању Социјалистичке Републике Босне и Херцеговине у Републику Босну и Херцеговину, преименовано у Председништво Републике Босне и Херцеговине. Ову одлуку донело је тзв „крње Председништво”, које су претходно напустила два предстваника српског и један представник хрватског народа. Након потписивања Дејтонског споразума, 13. октобра 1996. формирано је ново трочлано Председништво Босне и Херцеговине.
Председништво СР Босне и Херцеговине имало је 9 чланова — 8 које је бирала Скупштина и једног по положају (до 1989). Мандат чланова Председништва био је четири године, а мандат председника најпре четири, а потом једну годину. У периоду од 1974. до 1992. на челу Председништва налазило се девет председника.

## Историјат
Прво Председништво СР Босне и Херцеговине конститусано је маја 1974. избором првих осам чланова Председништва, које је бирала Скупштина СР Босне и Херцеговине. Поред изабраних чланова, који су бирани на основу предлога Републичке конференције Социјалистичког савеза радног народа Босне и Херцеговине (ССРН), члан Председништва био је по положају — председник Централног комитета Савеза комуниста Босне и Херцеговине.
Мандат члана Председништва био је четири године и није могао бити биран више од два пута. Мандат председника Председништва био је најпре четири, а потом годину дана. Председника и бирали су најпре чланови Председништва, на основу предлога Кандидационе комисије Социјалистичког савеза радног народа Босне и Херцеговине, а потом Скупштина СР Босне и Херцеговине.

## Списак председника Председништва
| председништво       | број | име и презиме | почетак мандата | крај мандата | напомена | реф |
| ------------------- | --- | --- | --- | --- | --- | --- |
| 1 мандат 1974—1978. | 1 | Ратко Дугоњић | 29. април 1974. | 27. април 1978. | | |
| 2 мандат 1978—1982. | 2 | Раиф Диздаревић | 27. април 1978. | 27. април 1982. | | [ 1 ] |
| 3 мандат 1982—1986. | 3 | Бранко Микулић | 27. април 1982. | 26. април 1983. | | [ 2 ] |
| 3 мандат 1982—1986. | 4 | Миланко Реновица | 26. април 1983. | 26. април 1984. | | [ 3 ] |
| 3 мандат 1982—1986. | 4 | Миланко Реновица | 26. април 1984. | 26. април 1985. | [ 4 ] | |
| 3 мандат 1982—1986. | 5 | Мунир Месиховић | 26. април 1985. | 28. април 1986. | | [ 5 ] |
| 4 мандат 1986—1990. | 5 | Мунир Месиховић | 28. април 1986. | 27. април 1987. | | [ 6 ] |
| 4 мандат 1986—1990. | 6 | Мато Андрић | 27. април 1987. | 27. април 1988. | | [ 7 ] |
| 4 мандат 1986—1990. | 7 | Никола Филиповић | 27. април 1988. | 18. мај 1989. | | [ 8 ] |
| 4 мандат 1986—1990. | 8 | Обрад Пиљак | 18. мај 1989. | 20. децембар 1990. | | [ 9 ] |
| 5 мандат 1990—1992. | 9 | Алија Изетбеговић | 20. децембар 1990. | 8. април 1992. | функцију наставио као председник Председништва Републике Босне и Херцеговине                                                         | [ 10 ] |
| напомена            | Мандат Председништва био је 4 године, а мандат председника Председништва најпре четири (1974—1982), а потом једну годину (1982—1991) | Мандат Председништва био је 4 године, а мандат председника Председништва најпре четири (1974—1982), а потом једну годину (1982—1991) | Мандат Председништва био је 4 године, а мандат председника Председништва најпре четири (1974—1982), а потом једну годину (1982—1991) | Мандат Председништва био је 4 године, а мандат председника Председништва најпре четири (1974—1982), а потом једну годину (1982—1991) | Мандат Председништва био је 4 године, а мандат председника Председништва најпре четири (1974—1982), а потом једну годину (1982—1991) | Мандат Председништва био је 4 године, а мандат председника Председништва најпре четири (1974—1982), а потом једну годину (1982—1991) |

## Састав Председништва

### 1974—1978.
| Председништво СР Босне и Херцеговине изабрано 29. априла 1974. | Председништво СР Босне и Херцеговине изабрано 29. априла 1974. | Председништво СР Босне и Херцеговине изабрано 29. априла 1974. | Председништво СР Босне и Херцеговине изабрано 29. априла 1974. | Председништво СР Босне и Херцеговине изабрано 29. априла 1974. |
| члан                                                           | име и презиме                                                  | функција                                                       | напомена                                                       | реф                                                            |
| -------------------------------------------------------------- | -------------------------------------------------------------- | -------------------------------------------------------------- | -------------------------------------------------------------- | -------------------------------------------------------------- |
| Чланови које је изабрала Скупштина                             |                                                                |                                                                |                                                                |                                                                |
| 1                                                              | Ратко Дугоњић                                                  | председник 1974—1978.                                          |                                                                |                                                                |
| 2                                                              | Васо Гачић                                                     | члан                                                           |                                                                |                                                                |
| 3                                                              | Иво Јеркић                                                     | члан                                                           |                                                                |                                                                |
| 4                                                              | Момир Капор                                                    | члан                                                           |                                                                |                                                                |
| 5                                                              | Драгутин Косовац                                               | члан                                                           | члан до 23. новембра 1976.                                     |                                                                |
| 5                                                              | Мићо Ракић                                                     | члан                                                           | члан од 23. новембра 1976.                                     |                                                                |
| 6                                                              | Мустафа Сефо                                                   | члан                                                           |                                                                |                                                                |
| 7                                                              | Фатима Хаџиалић                                                | члан                                                           |                                                                |                                                                |
| 8                                                              | Ахмет Шеховић                                                  | члан                                                           |                                                                |                                                                |
| Члан по положају                                               |                                                                |                                                                |                                                                |                                                                |
| 9                                                              | Бранко Микулић                                                 | председник ЦК СК Босне и Херцеговине                           | од 29. априла 1974. до 27. априла 1978.                        |                                                                |

      Изабрани члан
      Члан по положају

### 1978—1982.
| Председништво СР Босне и Херцеговине изабрано 27. априла 1978. | Председништво СР Босне и Херцеговине изабрано 27. априла 1978. | Председништво СР Босне и Херцеговине изабрано 27. априла 1978. | Председништво СР Босне и Херцеговине изабрано 27. априла 1978. | Председништво СР Босне и Херцеговине изабрано 27. априла 1978. |
| члан                                                           | име и презиме                                                  | функција                                                       | напомена                                                       | реф                                                            |
| -------------------------------------------------------------- | -------------------------------------------------------------- | -------------------------------------------------------------- | -------------------------------------------------------------- | -------------------------------------------------------------- |
| Чланови које је изабрала Скупштина                             |                                                                |                                                                |                                                                |                                                                |
| 1                                                              | Раиф Диздаревић                                                | председник 1978—1982.                                          |                                                                | [ 1 ]                                                          |
| 2                                                              | Васо Гачић                                                     | члан                                                           |                                                                | [ 1 ]                                                          |
| 3                                                              | Хасан Грабчановић                                              | члан                                                           |                                                                | [ 1 ]                                                          |
| 4                                                              | Иво Јеркић                                                     | члан                                                           |                                                                | [ 1 ]                                                          |
| 5                                                              | Хајрија Марјановић                                             | члан                                                           |                                                                | [ 1 ]                                                          |
| 6                                                              | Миле Перковић                                                  | члан                                                           |                                                                | [ 1 ]                                                          |
| 7                                                              | Мићо Ракић                                                     | члан                                                           |                                                                | [ 1 ]                                                          |
| 8                                                              | Загорка Умићевић                                               | члан                                                           |                                                                | [ 1 ]                                                          |
| Члан по положају                                               |                                                                |                                                                |                                                                |                                                                |
| 9                                                              | Бранко Микулић                                                 | председник ЦК СК Босне и Херцеговине                           | члан од 27. априла до 11. маја 1978.                           |                                                                |
| 9                                                              | Никола Стојановић                                              | председник ЦК СК Босне и Херцеговине                           | члан од 11. маја 1978. до 27. априла 1982.                     |                                                                |

      Изабрани члан
      Члан по положају

### 1982—1986.
| Председништво СР Босне и Херцеговине изабрано 27. априла 1982. | Председништво СР Босне и Херцеговине изабрано 27. априла 1982. | Председништво СР Босне и Херцеговине изабрано 27. априла 1982. | Председништво СР Босне и Херцеговине изабрано 27. априла 1982.       | Председништво СР Босне и Херцеговине изабрано 27. априла 1982. |
| члан                                                           | име и презиме                                                  | функција                                                       | напомена                                                             | реф                                                            |
| -------------------------------------------------------------- | -------------------------------------------------------------- | -------------------------------------------------------------- | -------------------------------------------------------------------- | -------------------------------------------------------------- |
| Чланови које је изабрала Скупштина                             |                                                                |                                                                |                                                                      |                                                                |
| 1                                                              | Бранко Микулић                                                 | председник 1982—1983.                                          | члан до 12. априла 1984, када је изабран за члана Председништва СФРЈ | [ 2 ] [ 11 ]                                                   |
| 1                                                              | Ивица Блажевић                                                 | члан                                                           | изабран за члана 30. маја 1984.                                      | [ 12 ]                                                         |
| 2                                                              | Миланко Реновица                                               | председник 1983—1985.                                          |                                                                      | [ 2 ]                                                          |
| 3                                                              | Мунир Месиховић                                                | председник 1985—1986.                                          |                                                                      | [ 2 ]                                                          |
| 4                                                              | Мирко Вранић                                                   | члан                                                           |                                                                      | [ 2 ]                                                          |
| 5                                                              | Нијаз Диздаревић                                               | члан                                                           |                                                                      | [ 2 ]                                                          |
| 6                                                              | Петар Додик                                                    | члан                                                           |                                                                      | [ 2 ]                                                          |
| 7                                                              | Хајрија Марјановић                                             | члан                                                           |                                                                      | [ 2 ]                                                          |
| 8                                                              | Саво Чечур                                                     | члан                                                           |                                                                      | [ 2 ]                                                          |
| Члан по положају                                               |                                                                |                                                                |                                                                      |                                                                |
| 9                                                              | Никола Стојановић                                              | председник Председништва ЦК СК Босне и Херцеговине             | од 27. априла до 20. маја 1982.                                      |                                                                |
| 9                                                              | Хамдија Поздерац                                               | председник Председништва ЦК СК Босне и Херцеговине             | од 20. маја 1982. до 28. маја 1984.                                  |                                                                |
| 9                                                              | Мато Андрић                                                    | председник Председништва ЦК СК Босне и Херцеговине             | од 28. маја 1984. до 28. априла 1986.                                |                                                                |

      Изабрани члан
      Члан по положају

### 1986—1990.
| Председништво СР Босне и Херцеговине изабрано 28. априла 1986. | Председништво СР Босне и Херцеговине изабрано 28. априла 1986. | Председништво СР Босне и Херцеговине изабрано 28. априла 1986. | Председништво СР Босне и Херцеговине изабрано 28. априла 1986.         | Председништво СР Босне и Херцеговине изабрано 28. априла 1986. |
| члан                                                           | име и презиме                                                  | функција                                                       | напомена                                                               | реф                                                            |
| -------------------------------------------------------------- | -------------------------------------------------------------- | -------------------------------------------------------------- | ---------------------------------------------------------------------- | -------------------------------------------------------------- |
| Чланови које је изабрала Скупштина                             |                                                                |                                                                |                                                                        |                                                                |
| 1                                                              | Мунир Месиховић                                                | члан и председник 1986—1987.                                   | поднео оставку 6. новембра 1987.                                       | [ 6 ] [ 13 ]                                                   |
| 1                                                              | Емина Зајмовић                                                 | члан                                                           | члан од 23. марта 1988.                                                | [ 14 ]                                                         |
| 2                                                              | Мато Андрић                                                    | члан и председник 1987—1988.                                   | разрешен чланства 19. децембра 1988.                                   | [ 6 ] [ 15 ]                                                   |
| 2                                                              | Бранко Екрет                                                   | члан                                                           | члан од 27. априла 1989.                                               | [ 16 ]                                                         |
| 3                                                              | Никола Стојановић                                              | члан                                                           | поднео оставку 20. фебруара 1989, разрешен чланства 22. фебруара 1989. | [ 6 ] [ 17 ]                                                   |
| 4                                                              | Ивица Блажевић                                                 | члан                                                           | поднео оставку 6. новембра 1987.                                       | [ 6 ] [ 13 ]                                                   |
| 4                                                              | Никола Филиповић                                               | члан и председник 1988—1989.                                   | члан од 23. марта 1988.                                                | [ 14 ]                                                         |
| 5                                                              | Петар Додик                                                    | члан                                                           | члан до 19. јула 1988.                                                 | [ 6 ] [ 18 ]                                                   |
| 5                                                              | Младен Иванић                                                  | члан                                                           | члан од 19. децембра 1988.                                             | [ 15 ]                                                         |
| 6                                                              | Салко Оруч                                                     | члан                                                           | члан до 19. јула 1988.                                                 | [ 6 ] [ 18 ]                                                   |
| 6                                                              | Есад Хорозић                                                   | члан                                                           | члан од 19. децембра 1989.                                             | [ 15 ]                                                         |
| 7                                                              | Ариф Тановић                                                   | члан                                                           | члан до 15. септембра 1989.                                            | [ 6 ] [ 19 ]                                                   |
| 7                                                              | Мухамед Берберовић                                             | члан                                                           | члан од 19. децембра 1988.                                             | [ 15 ]                                                         |
| 8                                                              | Гојко Убипарип                                                 | члан                                                           | разрешен чланства 19. децембра 1988.                                   | [ 6 ] [ 15 ]                                                   |
| 8                                                              | Обрад Пиљак                                                    | члан и председник 1989—1990.                                   | члан од 28. априла 1989.                                               | [ 16 ]                                                         |
| Члан по положају                                               |                                                                |                                                                |                                                                        |                                                                |
| 9                                                              | Мато Андрић                                                    | председник Председништва ЦК СК Босне и Херцеговине             | од 28. априла до 21. маја 1986.                                        |                                                                |
| 9                                                              | Милан Узелац                                                   | председник Председништва ЦК СК Босне и Херцеговине             | од 21. маја 1986. до 8. јула 1988.                                     |                                                                |
| 9                                                              | Абдулах Мутапчић                                               | председник Председништва ЦК СК Босне и Херцеговине             | од 8. јула 1988. до 11. јула 1989.                                     |                                                                |

      Изабрани члан
      Члан по положају

### 1990—1992.
| Председништво СР Босне и Херцеговине изабрано 20. децембра 1990. | Председништво СР Босне и Херцеговине изабрано 20. децембра 1990. | Председништво СР Босне и Херцеговине изабрано 20. децембра 1990. | Председништво СР Босне и Херцеговине изабрано 20. децембра 1990. | Председништво СР Босне и Херцеговине изабрано 20. децембра 1990. | Председништво СР Босне и Херцеговине изабрано 20. децембра 1990. |
| члан                                                             | име и презиме                                                    | странка                                                          | националност                                                     | функција                                                         | напомена                                                         |
| ---------------------------------------------------------------- | ---------------------------------------------------------------- | ---------------------------------------------------------------- | ---------------------------------------------------------------- | ---------------------------------------------------------------- | ---------------------------------------------------------------- |
| 1                                                                | Алија Изетбеговић                                                | СДА                                                              | Муслиман                                                         | председник 1990—1992.                                            |                                                                  |
| 2                                                                | Фикрет Абдић                                                     | СДА                                                              | Муслиман                                                         | члан                                                             |                                                                  |
| 3                                                                | Биљана Плавшић                                                   | СДС                                                              | Српкиња                                                          | члан                                                             | напустила Председништво 1991.                                    |
| 4                                                                | Никола Кољевић                                                   | СДС                                                              | Србин                                                            | члан                                                             | напустио Председништво 1991.                                     |
| 5                                                                | Стјепан Кљуић                                                    | ХДЗ БиХ                                                          | Хрват                                                            | члан                                                             |                                                                  |
| 6                                                                | Фрањо Борас                                                      | ХДЗ БиХ                                                          | Хрват                                                            | члан                                                             | напустио Председништво 1991.                                     |
| 7                                                                | Ејуп Ганић                                                       | СДА                                                              | Југословен                                                       | члан                                                             |                                                                  |